# Mayumi Ogawa
Pour les articles homonymes, voir Ogawa.
Mayumi Ogawa (小川眞由美, Ogawa Mayumi), née le 11 décembre 1939, à Tokyo, est une actrice japonaise.

## Biographie

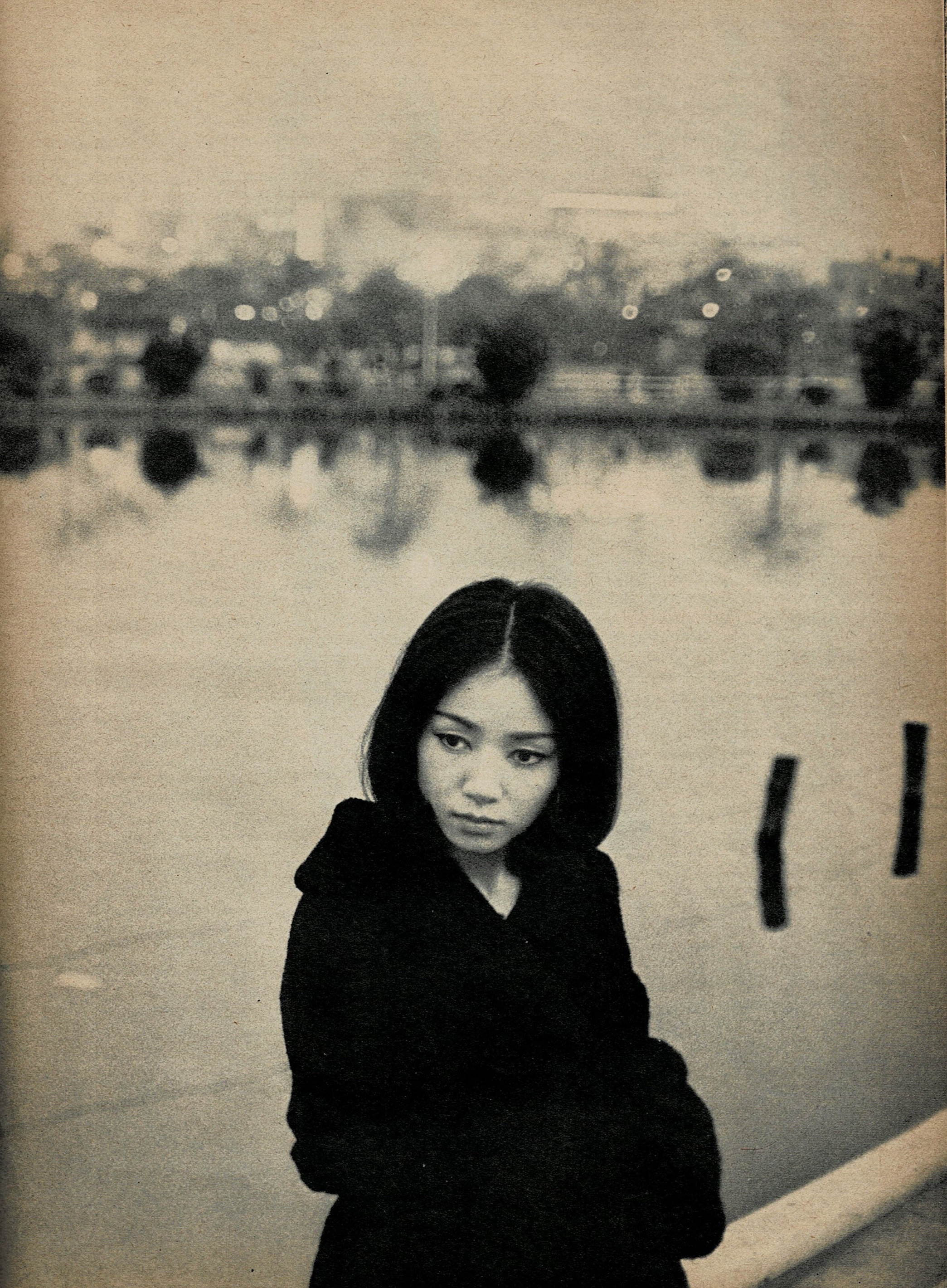
Mayumi Ogawa en 1964.

Mayumi Ogawa remporte le prix du meilleur second rôle féminin à la troisième édition des Japan Academy Prize (1979) ainsi qu'à la quatrième édition des Hōchi Film Awards pour la Vengeance est à moi et Haitatsu sarenai santsu no tegami.

## Filmographie partielle
- 1963 : La Mère (母, Haha?) de Kaneto Shindō
- 1966 : La Tour d'ivoire (白い巨塔, Shiroi kyotō?) de Satsuo Yamamoto
- 1966 : La Légende de Zatoïchi : La Vengeance (座頭市の歌が聞える, Zatōichi no uta ga kikoeru?) de Tokuzō Tanaka : Ochō / Oshino
- 1975 : Les Fossiles (化石, Kaseki?) de Masaki Kobayashi : Akiko Kazuki
- 1978 : L'Été du démon (鬼畜, Kichiku?) de Yoshitarō Nomura : Kikuyo
- 1979 : La vengeance est à moi (復讐するは我にあり, Fukushū suru wa ware ni ari?) de Shōhei Imamura
- 1979 : Haitatsu sarenai santsu no tegami (配達されない三通の手紙?) de Yoshitarō Nomura
- 1984 : Adieu l'arche (さらば箱舟, Saraba hakobune?) de Shūji Terayama : Sue Tokito
- 1990 : Haruka naru kōshien (遺産相続?) de Yutaka Ōsawa (ja)
- 1990 : Shiroi te (白い手?) de Seijirō Kōyama : la mère de Takakiyo
- 1990 : Isan sōzoku (遺産相続?) de Yasuo Furuhata

## Distinctions
Sauf indication contraire, les informations mentionnées dans cette section peuvent être confirmées par la base de données cinématographiques IMDb,  présente dans la section « Liens externes ».

### Récompenses
- 1979 : Hōchi Film Award de la meilleure actrice dans un second rôle pour La vengeance est à moi[4],[5]
- 1980 : prix de la meilleure actrice dans un second rôle pour La vengeance est à moi et Haitatsu sarenai santsu no tegami aux Japan Academy Prize[3]
- 1980 : prix Kinema Junpō de la meilleure actrice dans un second rôle pour La vengeance est à moi[6]
- 1990 : Nikkan Sports Film Award de la meilleure actrice dans un second rôle pour Isan sōzoku et Shiroi te[7]

### Nominations
- 1991 : prix de la meilleure actrice dans un second rôle pour Isan sōzoku, Haruka naru kōshien et Shiroi te aux Japan Academy Prize[8]